# Борец сахалинский
Боре́ц сахали́нский (лат. Aconitum sachalinense) — многолетнее травянистое растение, вид рода Борец (Aconitum) семейства Лютиковые (Ranunculaceae).

## Распространение и экология
Ареал вида охватывает Дальний Восток.
Произрастает по долинам рек.

## Ботаническое описание
Стебель высотой до 1,5 м, простой, в нижней части, голый, в верхней части покрыт короткими курчавыми волосками, облиственный.
Листья на коротких черешках, почти до основания рассечены на ланцетные сегменты, боковые по 2 срастаются, доли широколанцетные, с редкими крупными зубцами, по краям ресничатые.
Соцветие — конечная рыхлая кисть со многими маленькими кистями, выходящими из пазух верхних листьев. Околоцветник снаружи опушён, нижние доли опушены сильнее; все доли по краю ресничатые. Цветки фиолетово-синие; шлем куполообразный, его высота равна ширине его на уровне носика — 1,8—1,5 см; боковые несколько неравнобокие; нижние узколанцетные.

## Таксономия
Вид Борец сахалинский входит в род Борец (Aconitum) трибы Живокостные (Delphinieae) подсемейства Лютиковые (Ranunculoideae) семейства Лютиковые (Ranunculaceae) порядка Лютикоцветные (Ranunculales).
|  |                       |  |                                               |                                               |                                         |  | ещё четыре подсемейства (согласно Системе APG II) | ещё четыре подсемейства (согласно Системе APG II) |                                           |  |  |  | ещё 2 рода              | ещё 2 рода            |  |  |
|  |                       |  |                                               |                                               |                                         |  | ещё четыре подсемейства (согласно Системе APG II) | ещё четыре подсемейства (согласно Системе APG II) |                                           |  |  |  | ещё 2 рода              | ещё 2 рода            |  |  |
|  |                       |  |                                               | семейство Лютиковые                           |                                         |  |                                                   |                                                   | триба Живокостные                         |  |  |  |                         | вид Борец сахалинский |  |  |
|  |                       |  |                                               | семейство Лютиковые                           |                                         |  |                                                   |                                                   | триба Живокостные                         |  |  |  |                         | вид Борец сахалинский |  |  |
|  | порядок Лютикоцветные |  |                                               |                                               | подсемейство Лютиковые (Ranunculoideae) |  |                                                   |                                                   | род Борец, или Аконит                     |  |  |  |                         |                       |  |  |
|  | порядок Лютикоцветные |  |                                               |                                               |                                         |  |                                                   |                                                   |                                           |  |  |  |                         |                       |  |  |
|  |                       |  | ещё десять семейств (согласно Системе APG II) | ещё десять семейств (согласно Системе APG II) |                                         |  |                                                   | ещё восемь триб (согласно Системе APG II)         | ещё восемь триб (согласно Системе APG II) |  |  |  | ещё от 250 до 300 видов |                       |  |  |
|  |                       |  |                                               | ещё десять семейств (согласно Системе APG II) |                                         |  |                                                   |                                                   | ещё восемь триб (согласно Системе APG II) |  |  |  |                         |                       |  |  |